# Festival du film queer de Mawjoudin
Le Festival du film queer de Mawjoudin est un festival annuel de films et d'arts LGBTQI+. Il est organisé par l'association tunisienne Mawjoudin (français : Nous existons), depuis 2018. C'est le premier festival de films queer en Tunisie et dans toute l'Afrique du Nord. L'accent est mis sur les films montrant des réalités dites non hétéronormatives dans les pays du Sud.

## Contexte
Le festival de films portant sur le respect des droits LGBT+ en Tunisie est soutenu par la Fondation Hirschfeld-Eddy. Il vise à interpeller l'opinion internationale sur le fait que l'homosexualité est toujours considérée comme un crime ou délit dans de nombreux pays africains. C'est le premier festival nord-africain qui traite des questions de l'identité de genre et de l'orientation sexuelle non normative de la région MENA.
Il s'agit, selon l'un des coordinateurs, « d'aider à mieux comprendre les thématiques de genre et de sexualité non normative ».

## Objectifs
Le festival est l'occasion de mettre en place une plateforme d'échanges entre les communautés LGBTQI+ et les personnes qui sont ouvertes à ces questions ; c'est également l'occasion de faire émerger une culture alternative dépassant les stéréotypes hétéronormés et cisgenre.
Il est porté par l'initiative Mawjoudin pour l'égalité, connue aussi sous le nom de Mawjoudin We Exist, née en 2015, qui « agit contre la discrimination des genres et des orientations sexuelles » et défend les droits des personnes qui s'affirment comme étant LGBTQI+.
Les organisatrices et organisateurs voient dans le festival une forme d'activisme : « Nous essayons de lutter non seulement devant les tribunaux, mais par le biais de l'art ».
L'objet de cette association est l'instauration d'un climat de « tolérance et de respect dans la différence ».
L'association Mawjoudin a déjà organisé plusieurs journées culturelles ainsi que des projections avec l'ONG féministe Chouf.

## Histoire

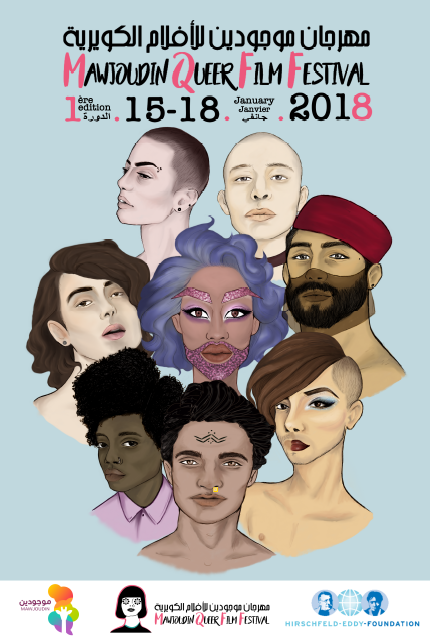
Affiche de la première édition (2018).

Le premier festival a lieu en 2018. Il reçoit un soutien financier de la Fondation Hirschfeld-Eddy. Les thèmes principaux sont le genre et la sexualité dite non hétéronormative. En plus de présenter douze courts et moyens métrages, le festival comprend des concerts, des débats et des discussions en groupe, Queer as Art et Queer and Resistance.

### Première édition
La première édition du festival se tient du 15 au 18 janvier 2018 à Tunis (avec l'ouverture à l'Institut français de Tunis). Elle se distingue par sa stratégie de communication et la présentation du programme qui aborde le thème du harcèlement sexuel dans les écoles, l'identité sexuelle et le mariage forcé.
Pendant la cérémonie d'ouverture de cette édition, c'est le film documentaire Au-delà de l'ombre de Nada Mezni Hafaiedh qui est projeté.

### Deuxième édition

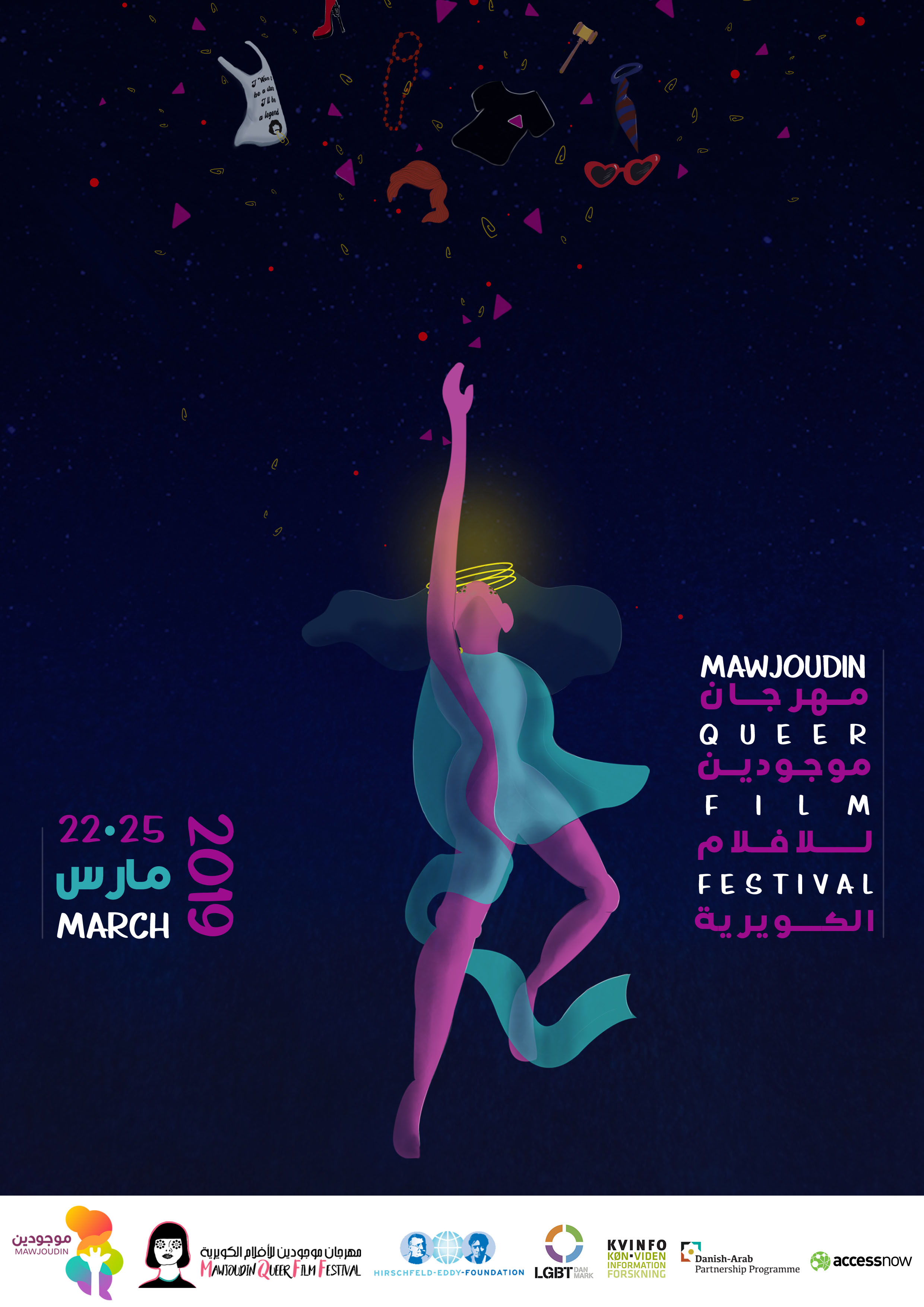
Affiche de la deuxième édition (2019).

L'édition 2019 se tient du 22 au 25 mars 2019 au centre-ville de Tunis.
Pour la seconde édition, la programmation propose des films internationaux, produits pour la plupart dans des pays du Sud. Des films indiens, brésiliens, pakistanais ou encore chinois font partie des 31 projections programmées. De plus, le comité organisateur propose pour cette édition une panoplie d'activités variées comme des panels suivis de débats, des ateliers de co-création et d'autres offerts par l'organisation Access Now (en) portant sur la sécurité électronique et la protection des données personnelles.
Parmi les films de cette édition, on peut citer :
- Ymin El Baccouche de Tarek Sardi, qui dénonce la biphobie ;
- Travestie, un documentaire du Tunisien Safwen Abdellali qui raconte le parcours d'une personne transgenre[2] ;
- Beach House du Libanais Roy Dib ;
- Extravaganza, un documentaire chinois de Mathiew Baren[2] ;
- Rafiki, un film kényan de Wanuri Kahiu.

Les dimensions féministes sont très présentes au sein du festival. Les films projetés rompent avec les codes du cinéma mainstream, n'envisageant la sexualité des femmes que d'un point de vue masculin et hétéronormatif. Un bon exemple de ceci est le film argentin Today Match at Three de Clarisa Navas, sur le football féminin à l'occasion de la coupe du monde 2019.
Parmi les symboles de résistance dans cette édition, le choix du lieu de la cérémonie de clôture est marquant. En effet, le rassemblement a lieu dans une salle à quelques dizaines de mètres du siège du ministère de l'Intérieur. Vu que parmi les participants il y a des femmes trans et des drag queens, l'équipe place à l'entrée un panneau « soirée déguisée » afin de ne pas attirer l'attention des passants et assurer la sécurité des participants dont le nombre dépasse le millier. Selon le directeur exécutif de l'association Mawjoudin, les policiers sont venus à deux reprises pour vérifier le bon déroulement du festival et ont montré leur soutien on déclarant : « On respecte les libertés ».

### Troisième édition
La troisième édition, prévue du 20 au 23 mars 2020 à Tunis, est reportée à une date ultérieure en raison de la pandémie de coronavirus. 

## Sécurité
Les informations concernant les lieux de la manifestation ne sont indiquées qu'aux personnes intéressées. Pendant la première édition, dont la cérémonie d'ouverture s'est tenue à l'Institut français de Tunis, les invitations sont limitées aux membres de la communauté et leurs proches.
Pour l'édition 2019, des bracelets donnés au préalable sont exigés à l'entrée pour pouvoir assister aux différentes activités du festival.